# Karl Theodor Andersen

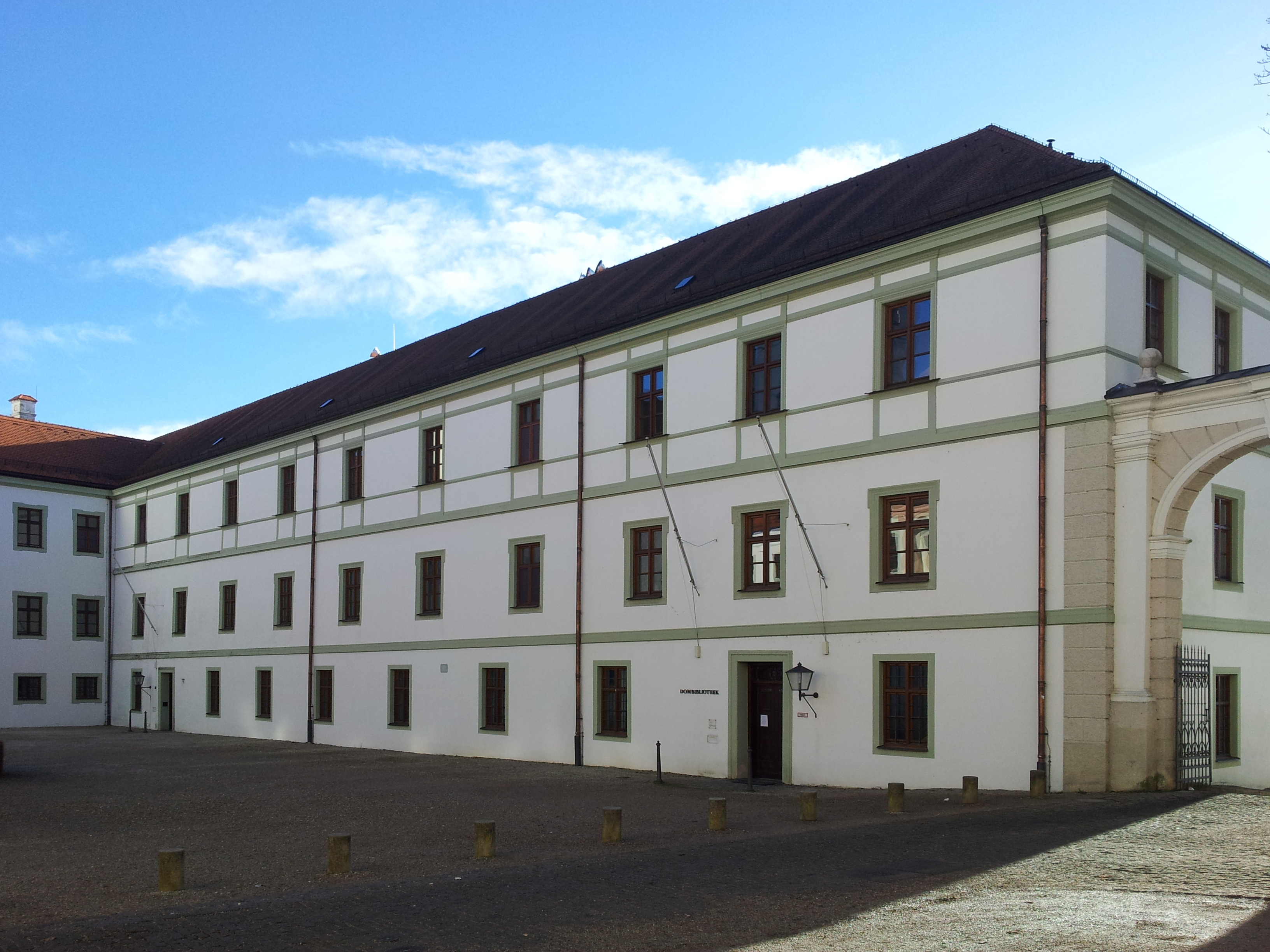
Marstall vom Domhof, später PTH Freising, heute Dombibliothek

Südseite des Marstalls

Karl Theodor Friedrich Andersen (* 1. Februar 1898 in Nürnberg; † 1974) war ein deutscher Zoologe und Hochschullehrer. Er lehrte als Professor für Biologie in Freising und Regensburg, war Vorstand des Institutes für Zoologie und Schädlingsforschung an der Hochschule Weihenstephan und 1953  bis 1959 Rektor der Philosophisch-theologischen Hochschule Freising.

## Leben
Andersen war von 1. September 1922 bis 1925 als Assistent am Zoologischen Institut der Universität Erlangen tätig. Ab 1925 lehrte er als außerordentlicher Professor für Biologie an der Philosophisch-theologischen Hochschule Freising. Zugleich nahm er von 1925 bis 1934 einen Lehrauftrag für Zoologie und Schädlingskunde an der Hochschule Weihenstephan wahr und war dort Vorstand des Institutes für Zoologie und Schädlingsforschung.
1938 wechselte er durch strukturellen Druck der von den Nationalsozialisten geleiteten Staatsbehörden, die an der Hochschule Lehrstühle abbauten, als Professor für Biologie an der Philosophisch-theologischen Hochschule Regensburg. Er kehrte 1946/47 als ordentlicher Professor an die PTH Freising zurück, wo er 1953 bis 1959 auch das Amt des Rektors ausübte und 1966 emeritiert wurde.

## Schriften (Auswahl)
- Was muß der Landwirt über Leberegel, Eingeweidewürmer, Räudemilben u. a. Schmarotzer wissen? : Eine Betrachtg d. wichtigsten Schädlinge unserer Haustiere, Verlag Dr. F. P. Datterer & Co., Freising 1928 (= Weihenstephaner Schriftensammlung für praktische Landwirtschaft, Heft 21)
- Der linierte Graurüssler oder Blattrandkäfer: Sitona lineata L., Verlag J. Springer, Berlin: 1931, (= Monographien zum Pflanzenschutz, Band 6), ISBN 978-3-7091-9814-8 (ISBN der später erschienene Online-Ausgabe)
- Der Kornkäfer (Calandra granaria L.), Parey-Verlag, Berlin 1938, (= Zeitschrift für angewandte Entomologie; Band. 24, Beiheft), (= Monographien zur angewandten Entomologie, Nummer 13)